# 中国纺织科学研究院
中国纺织科学研究院是中华人民共和国的一所纺织科学研究机构，前身是1956年成立的纺织工业部纺织科学研究院。